# خلویتسه (استان اشوی‌داشکسیه)
خلویتسه (به لهستانی: Chlewice) یک منطقهٔ مسکونی در لهستان است که در گمینا موسکوژو واقع شده‌است. خلویتسه ۷۵۹ نفر جمعیت دارد.